# Female Lawyers Association Gambia
Die Female Lawyers Association Gambia (FLAG), auch Female Lawyers Association of The Gambia ist eine gambische Frauenrechtsorganisation.
FLAG ist eine überparteiliche Nichtregierungsorganisation, die sich zum Ziel gesetzt hat, auf Verbesserungen der rechtlichen und sozialen Situation von Frauen und Kindern in Gambia hinzuwirken. Dazu strebt die Organisation nach rechtlichen Veränderungen und bietet Informations- und Weiterbildungsmöglichkeiten sowie Rechtsbeistand an. Sie sieht häusliche Gewalt, Kindesmissbrauch und Ausbeutung als vordringliche Problemfelder an.

## Geschichte
Die Organisation wurde Anfang 2007 gegründet.
Die Organisation wurde mehrfach finanziell durch die US-Botschaft in Gambia sowie die vom britischen Hochkommissar unterstützt.
Mehrmals verteidigte FLAG Frauen, die als Bettlerinnen verhaftet und angeklagt worden waren.
Ab 2014 kooperierte FLAG bei einem von der Europäischen Kommission initiierten Entwicklungsprojekt mit dem gambischen Ableger von ActionAid und National Women Farmers’ Association (NAWFA).
Mitte Dezember 2016 unterstützte die Organisation ein Statement der Gambia Bar Association, das die angekündigte Annullierung der Präsidentschaftswahl 2016 durch den Präsidenten Yahya Jammeh kritisierte.

## Vorstand und Mitglieder
- Anfang 2007 bis Oktober 2011: Präsidentin Janet Sallah-Njie, Vizepräsidentin Hawa Sisay-Sabally.[1][3][4][14]
- Oktober 2011 bis 12. Februar 2016: Präsidentin Neneh Cham, Vizepräsidentin Haddy Dandeh-Jabbie.[15]
- 12. Februar 2016 bis Dezember 2021[16]: Präsidentin Haddy Dandeh Jabbie, Vizepräsidentin Sainabou Wadda Cisse.[17]
- ab Januar 2022: Präsidentin Anna Njie[18]

Weitere Mitglieder sind unter anderem: Kumba Jaiteh, Amie Joof Conteh, Jainaba Bah Sambou